# Robyn Gigl
Robyn Gigl (nacida en 1952) es una abogada, escritora y activista LGBTQ+ estadounidense. Es autora de una serie de thrillers legales centrados en la abogada transgénero Erin McCabe, incluidas las novelas By Way of Sorrow (2021), Survivor's Guilt (2022) y Remain Silent (2023), con una cuarta novela, Nothing but the Truth, que se publicará en 2024.

## Vida personal y carrera jurídica
Gigl nació en una familia de clase media en 1952. Gigl, especialista en litigios con sede en Nueva Jersey, ha trabajado en derecho laboral y mercantil, junto con algunos trabajos de defensa penal, desde finales de la década de 1970. Gigl es una mujer trans, estuvo casada con otra mujer y tuvo tres hijos antes de comenzar su transición de género. En 2006, se convirtió en socia directora del bufete de abogados al que se incorporó en la década de 1980, e inició su transición tres años después. Se unió a Gluck Walrath en 2015, que luego se fusionó con Dilworth Paxson.
Entre otros trabajos, Gigl y la Unión Estadounidense de Libertades Civiles de Nueva Jersey representaron al demandante en Sonia Doe contra el Departamento Correccional de Nueva Jersey, en el que Sonia Doe, una mujer trans, impugnó su colocación en prisiones para hombres. Como parte del acuerdo de 2021, el Departamento Correccional adoptó una nueva política de colocación en prisión basada en la identidad de género. Gigl es parte del Grupo de Trabajo sobre Igualdad Transgénero del estado y del Comité de Diversidad, Inclusión y Participación Comunitaria de la corte suprema del estado. El New Jersey Law Journal la nombró una de las «Mejores mujeres en derecho» en 2020.

## Carrera como escritora
Siempre con la intención de convertirse en novelista, Gigl comenzó un manuscrito en 1979 que nunca pudo completar. Volvió a escribir cuando su hijo, Colin, la animó a participar en el Mes Nacional de la Escritura de Novelas de 2010, quien también publicó su propia novela con Simon & Schuster. Aunque pudo completar un manuscrito y conseguir un agente, no pudo publicar el trabajo. Durante ese tiempo, desarrolló lo que se convertiría en su primer libro, By Way of Sorrow, un thriller legal con la abogada transgénero Erin McCabe como protagonista. Ella y su agente firmaron un acuerdo con Kensington Publishing a finales de 2018 para su publicación y una segunda novela. By Way of Sorrow se publicó en 2021. Sarah Weinman en The New York Times describió la novela como «silenciosamente innovadora».
Antes de la publicación de su segunda novela, Survivor's Guilt (2022), Gigl firmó un acuerdo con su editor para continuar la serie. Le siguió Remain Silent en 2023, y una cuarta novela, Nothing but the Truth, en 2024. Survivor's Guilt ganó el premio Joseph Hansen por escritura sobre crímenes LGBTQ en los premios Triangle Awards 2023 de literatura LGBT y fue nombrado por la revista Time como uno de los «100 mejores libros de misterio y suspense de todos los tiempos», junto con autores como Stephen King. La tercera novela de Gigl, Remain Silent, fue finalista del premio Joseph Hansen por escritura sobre crímenes LGBTQ.
Sobre la relación entre sus escritos y su activismo LGBTQ+, Gigl dijo al New Jersey Law Journal en 2023: «No quiero sermonear a la gente con mis novelas. De lo que se trata el activismo es de tratar de ayudar a las personas a comprender un tema que tal vez no están familiarizados. Y cuando le ponen un rostro humano y ven el lado humano, cambia su comprensión del problema».